# Kobeliaky
Kobeliaky (em ucraniano:  Кобеляки) é uma cidade da Ucrânia, situada no Oblast de Poltava. Tem 1,21 km² de área e sua população em 2020 foi estimada em 9.718 habitantes.